# Alvin e os Esquilos (franquia)
Alvin e os Esquilos (Alvin and the Chipmunks no original), originalmente David Seville e os Esquilos (David Seville and the Chipmunks no original) ou simplesmente Os Esquilos (The Chipmunks no original), é uma franquia de mídia e banda virtual criada pela primeira vez por Ross Bagdasarian em 1958 como uma Novelty Song. O grupo consiste em três tâmias (chipmunks no original) cantores antropomórficos chamados Alvin, Simon e Theodore, que são agenciados por seu pai adotivo humano, David "Dave" Seville.
Bagdasarian forneceu as vozes do grupo produzindo suas próprias gravações aceleradas, uma técnica pioneira usada no sucesso Witch Doctor. Mais tarde, em 1957, Bagdasarian lançou The Chipmunk Song, usando a mesma técnica, para o qual ele criou os personagens esquilos e seu pai humano, atribuindo a faixa a eles. David Seville and the Chipmunks lançou vários outros discos na década seguinte, até a morte de Bagdasarian em 1972. A franquia foi revivida em 1979 com as vozes dos personagens sendo fornecidas por seu filho Ross Bagdasarian Jr.
Por meio da franquia de sucesso, os Esquilos se tornaram um dos artistas infantis de maior sucesso de todos os tempos. O grupo conquistou dois singles número um na Billboard Hot 100 e ganhou cinco prêmios Grammy, tendo quatro álbuns no Top 10 da Billboard 200 e três álbuns de platina certificados. The Chipmunk Song se tornou um dos singles mais vendidos de todos os tempos, com 5 milhões de cópias físicas vendidas.
Os Esquilos foram retratados pela primeira vez em forma de animação em The Alvin Show, lançado em 1961. Desde então, os personagens apareceram em várias séries de televisão e filmes, bem como em outras mídias. Em 2019, Os Esquilos receberam uma estrela na Calçada da Fama de Hollywood.

## História

### "Witch Doctor"
Em 1958, Ross Bagdasarian Sr. lançou uma Novelty song (como David Seville) sobre não ter sucesso no amor até encontrar um feiticeiro que lhe disse como cortejar sua mulher. A música foi cantada por Bagdasarian em sua voz normal, exceto pelas palavras "mágicas", cantadas primeiro na voz aguda pré-esquilo de Bagdasarian, depois em um dueto entre sua voz aguda e sua voz normal. As próprias palavras são absurdas: "Oo-ee, oo-ah-ah, ting-tang, walla-walla, bing-bang".
A música foi um sucesso, ocupando o primeiro lugar por três semanas no Top 100 da Billboard. Nada faz referência aos esquilos, mas às vezes a música é incluída nas compilações dos esquilos como se os esquilos tivessem fornecido a voz do Witch Doctor. Bagdasarian gravou uma versão dos Esquilos de " Witch Doctor ", que apareceu no segundo álbum dos Esquilos, Sing Again with the Chipmunks, em 1960. Bagdasarian cantou a música "ao vivo" (com uma faixa pré-gravada da voz aguda) no The Ed Sullivan Show.
Bagdasarian (novamente como Seville) gravou uma canção seguinte, "The Bird on My Head", cantando um dueto com sua própria voz acelerada como o pássaro. Ele também alcançou o Top 40, chegando ao número 34. Enquanto dirigia no Sequoia National Park, Bagdasarian viu um esquilo correr na frente dele. Aquele momento o inspirou a criar seus personagens esquilos. 
A técnica foi imitada por "The Purple People Eater" de Sheb Wooley e "The Purple People Eater Meets the Witch Doctor" de The Big Bopper.

### "The Chipmunk Song"
Após o sucesso de "Witch Doctor", a Liberty Records pediu a Bagdasarian para criar outro disco inovador de sucesso. Ele então criou três esquilos cantores que receberam o nome, como uma piada interna, de executivos da Liberty Records. Alvin (em homenagem a Al Bennett), Simon (em homenagem a Si Waronker) e Theodore (Ted Keep).
Os Esquilos apareceram oficialmente pela primeira vez em cena em um disco inédito lançado no final do outono de 1958 por Bagdasarian. A canção, originalmente listada na gravadora (Liberty F-55168) como "The Chipmunk Song (Christmas Don't Be Late)", apresentava as habilidades de canto do trio de esquilos. Uma frase do refrão mostra Alvin desejando um bambolê, que era o novo brinquedo tendência naquele ano. O disco inovador foi um grande sucesso, vendendo mais de 4 milhões de cópias em sete semanas, e lançou as carreiras de suas estrelas esquilos. Ele passou quatro semanas no número 1 na parada Billboard Hot 100 de 22 de dezembro de 1958 a 12 de janeiro de 1959, sucedendo " To Know Him Is to Love Him " no número 1 na mesma parada dos Teddy Bears., um grupo pop que apresentava Phil Spector. Também ganhou três prêmios Grammy e uma indicação para Gravação do Ano. No auge de sua popularidade, Bagdasarian e três marionetes esquilos apareceram no The Ed Sullivan Show, dublando a música. "The Chipmunk Song" apareceu no álbum de estreia dos Chipmunks, Let's All Sing with the Chipmunks, em 1959, e foi repetida no Christmas with the Chipmunks , lançado em 1962. A música também foi incluída em vários álbuns de compilação.
Bob Rivers fez uma paródia dessa música para seu álbum de Natal de 2000, Chipmunks Roasting on an Open Fire, intitulado "The Twisted Chipmunk Song". Na música, os Esquilos são referidos como Thagadore (Theodore), Squeaky (Simon) e Melvin (Alvin).

### Os Três Esquilos(1959)
Os Esquilos apareceram pela primeira vez em forma de história em quadrinhos na série Four Color Comics da Dell Comics, edição #1042 (capa datada de dezembro de 1959). Alvin, Theodore e Simon foram retratados como roedores antropomórficos um tanto realistas, quase idênticos, com olhos amendoados. Quando a Format Films de Herb Klynn fez um acordo para trazer os Três Esquilos para animação, os designs antigos foram rejeitados e novas versões dos personagens foram criadas. A Liberty Records finalmente relançou os primeiros álbuns com os "novos" Esquilos e foi esta nova versão que foi usada quando o próprio título de Alvin foi lançado pela Dell em 1962.

### The Alvin Show(1961–62)
A primeira série de televisão a apresentar os personagens foi The Alvin Show. Nesse período, os Esquilos se pareciam muito com suas encarnações modernas. Além disso, um retrato animado de Seville era uma caricatura razoável do próprio Bagdasarian. A série durou de 1961 a 1962 e foi uma das poucas séries animadas a serem exibidas em horário nobre na CBS. Não foi um sucesso de audiência no horário nobre e foi posteriormente cancelado após uma temporada. As avaliações melhoraram significativamente na distribuição.
Além dos desenhos de Alvin, a série também contou com o cientista Clyde Crashcup e seu assistente Leonardo. Esses personagens não tiveram destaque em nenhuma das séries posteriores. Crashcup fez uma única aparição em A Chipmunk Christmas e em um episódio da série de TV de 1983. A série de televisão foi produzida pela Format Films para a Bagdasarian Film Corporation. Embora a série tenha sido transmitida em preto e branco, ela foi produzida e posteriormente reexibida em cores. Vinte e seis episódios cada foram produzidos para os segmentos "Alvin and the Chipmunks" e "Clyde Crashcup", juntamente com 52 segmentos musicais.

### Novos álbuns eA Chipmunk Christmas(1969–82)
O álbum final dos Esquilos na encarnação original do projeto, The Chipmunks Go to the Movies, foi lançado em 1969. Após a morte de Ross Bagdasarian em 1972 de um ataque cardíaco, a carreira dos Esquilos estagnou até que a NBC mostrou interesse na série original (a rede transmitiu reprises de sábado de manhã de The Alvin Show como um substituto no meio da temporada em 1979) e no ano seguinte, a Excelsior Records lançou um novo álbum de canções contemporâneas interpretadas pelos Esquilos. Aquele álbum, Chipmunk Punk, contou com o filho de Bagdasarian, Ross Bagdasarian Jr., fazendo as vozes dos personagens. Esse álbum e as contínuas reprises da série provaram ser populares o suficiente para justificar novos recordes, bem como novas produções televisivas e, em 1981, os Esquilos e Seville voltaram à televisão no especial de Natal A Chipmunk Christmas, produzido pela Filmation, que foi transmitido pela primeira vez na NBC em 14 de dezembro daquele ano. No ano seguinte, mais dois álbuns foram lançados ( Chipmunk Rock e The Chipmunks Go Hollywood ).

### Alvin e os Esquilos(1983–90)
O nome do grupo mudou de "Os Esquilos" para "Alvin e os Esquilos".
Em 1983, uma segunda série animada de televisão para o grupo, produzida pela Ruby-Spears Productions, foi lançada. Intitulado simplesmente Alvin and the Chipmunks, o esboço da série se aproximava do Alvin Show original. A série durou oito temporadas de produção até 1990. A primeira temporada apresentou as Esquiletes (três versões femininas dos Esquilos): Brittany, Jeanette e Eleanor com sua guardiã humana, a míope senhorita Beatrice Miller (que chegou para a temporada de 1986). O sucesso do show levou ao lançamento de um álbum de trilha sonora em 1984, Songs from Our TV Shows.
Depois de 1988, o programa foi renomeado apenas para The Chipmunks para indicar que agora havia dois grupos deles. Também foi apresentado o "tio" dos meninos, Harry, que pode ou não ser um parente. O show refletiu as tendências contemporâneas da cultura popular; os Esquilos cantaram sucessos recentes e usaram roupas contemporâneas. Um episódio "documentário" falsificou o infame comentário de John Lennon em 1966 de que os Beatles haviam se tornado " mais populares que Jesus", lembrando como os Esquilos caíram em popularidade depois que Alvin se gabou de serem "maiores que Mickey Mouse!". Em 1985, os Esquilos, junto com as Esquiletes, foram apresentados no show ao vivo. Em 1987, durante a quinta temporada do programa de televisão, os Esquilos tiveram seu primeiro longa-metragem de animação, The Chipmunk Adventure, dirigido por Janice Karman e Ross Bagdasarian Jr. e lançado nos cinemas pela The Samuel Goldwyn Company. O filme apresentou os Esquilos e as Esquiletes em um concurso espalhado pelo mundo.
Na temporada de 1988-89, o programa mudou de produtora para DIC Entertainment (1988-1990) e Murakami Wolf Swenson (1988), época em que os Esquilos haviam se tornado verdadeiramente antropomorfizados. Em 1990, o programa mudou de título novamente para The Chipmunks Go to the Movies. Cada episódio desta temporada foi uma paródia de um filme de Hollywood, como Back to the Future, King Kong, e outros. Além disso, vários especiais de televisão com os personagens também foram lançados. Após a oitava temporada, a série foi cancelada novamente. Em 1990, foi produzido um documentário sobre o espetáculo intitulado Alvin and the Chipmunks/Five Decades with the Chipmunks. Naquele ano, os Esquilos também se uniram pela única vez a outras estrelas famosas dos desenhos animados (como Pernalonga, Garfield, etc.) para o especial de prevenção ao abuso de drogas Cartoon All-Stars to the Rescue.

### Lançamentos musicais e aquisição pela Universal (1991–2002)
Em 18 de janeiro de 1991, a NBC exibiu um especial de televisão estrelado pelos Esquilos, intitulado Rockin' Through the Decades. No mesmo ano, a banda lançou o álbum The Chipmunks Rock the House. Em 1992, o grupo lançou o álbum country Chipmunks in Low Places. Lançado em 29 de setembro de 1992, o álbum foi certificado como platina pela RIAA, tornando-se o primeiro disco de platina do grupo e tornando-se o álbum mais vendido dos Esquilos, seguido pelo lançamento de grandes sucessos e uma reedição de A Chipmunk Christmas de 1981. Em 1993, Urban Chipmunk foi relançado como um álbum de compilação The Chipmunks' 35th Birthday Party com um álbum duplo, chamado Os Esquilos Sing-Alongs.
Seu quarto álbum de Natal, A Very Merry Chipmunk, foi lançado em 1994, depois When You Wish Upon a Chipmunk em 1995, e Club Chipmunk: The Dance Mixes em 1996, que alcançou o pico no Top 10 no Top Kid Audio da Billboard.
Em 1996, a Universal Studios comprou os direitos dos personagens. Em 1998, a Sony Wonder e a Columbia Records lançaram The A-Files: Alien Songs and Greatest Hits: Still Squeaky After All These Years em 21 de setembro de 1999. A compra dos direitos dos personagens pela Universal resultou no reaparecimento dos Esquilos em 1999, na forma do filme direto para vídeo Alvin and the Chipmunks Meet Frankenstein, lançado em 28 de setembro de 1999. Cinco novas canções compostas para o filme foram disponibilizadas por meio de uma trilha sonora lançada pela MCA Records. Mais tarde naquele ano, The Chipmunks 'Greatest Christmas Hits foi lançado.
O filme teve sucesso o suficiente para despertar o interesse em uma sequência e, em 2000, Alvin e os Esquilos Encontram o Lobisomem. Três novas canções foram compostas para o filme, que também foram disponibilizadas em trilha sonora pela MCA.
Ambos os filmes apresentavam o elenco original da segunda série reprisando seus papéis, pois o tom era muito semelhante ao da série. A Universal perdeu os direitos dos personagens em 2002 devido a uma quebra de contrato com a Bagdasarian Productions.

### Retorno à independência, filmes e mercadorias (2003–2021)
Em 17 de setembro de 2004, a 20th century Fox, a Regency Enterprises e Bagdasarian Productions anunciaram um filme live-action com elementos de CGI estrelado pelos Esquilos. Tim Hill dirigiu o filme de 2007, com Justin Long  Matthew Gray Gubler e Jesse McCartney fornecendo as vozes, junto com suas sequências de 2009, 2011 e 2015. Bagdasarian Jr. e Karman continuam a fazer as vozes de Alvin, Theodore e as Esquiletes, mas Steve Vining fez a voz cantante de Simon. Os projetos ganharam cinco prêmios Grammy, um American Music Award, um Golden Reel Award, três Kids' Choice Awards e indicações ao Emmy.

### Possível aquisição (2021–presente)
Em 2021, a franquia foi anunciada para ser vendida a um potencial comprador. Com a Paramount Global supostamente interessada. Em novembro de 2022, as atualizações sobre a aquisição não foram anunciadas publicamente.